# Ruth Eckstein (Malerin, 1916)
Ruth Eckstein (geboren als Ruth Friedman(n) 11. Mai 1916 in Nürnberg; gestorben 23. November 2011 in Newton (Massachusetts)) war eine US-amerikanische Malerin und Grafikerin deutscher Herkunft.  

## Leben
Ruth Friedmann war eine Tochter des Kaufmanns Nathan Friedmann (1871–1950) und der Ida Schiffer (1879–1952). Sie hatte zwei Brüder. Sie besuchte das Gymnasium in Nürnberg und schloss sich dem deutschjüdischen Wanderbund Kameraden an. 1934 emigrierte sie nach Frankreich. Sie heiratete 1935 in Paris den ebenfalls aus Deutschland geflohenen Journalisten Günther Eckstein (1909–1995). Sie wurde, wie schon ihr Mann 1937, im April 1939 vom Deutschen Reich ausgebürgert. Sie hatten zwei Töchter, die 1942 in den USA geborene Susan Eckstein wurde Soziologin an der Boston University.
Im Jahr 1939 gelang der Familie die Flucht in die USA. Neben der Erziehung ihrer Kinder studierte Eckstein Malerei und Grafik an der New School for Social Research bei Stuart Davis. Sie setzte ihre künstlerische Ausbildung bei Harry Sternberg an der Art Students League of New York und bei Seong Moy und Roberto de Lamônica am Pratt Graphic Art Center fort. Sie war von 1970 bis 1980 Sekretärin der American Abstract Artists.  
Seit 1959 nahm sie an Gruppenausstellungen teil und hatte seit 1964 auch Einzelausstellungen in New York und 1974 auch eine Ausstellung in der Kunsthalle Nürnberg.